# Les Deux Alpes (station touristique)
Ne doit pas être confondu avec Les Deux Alpes (commune).
Les Deux Alpes, aussi typographiée Les 2 Alpes, est une station touristique de sports d'hiver et d'été française située en Oisans, dans le massif des Écrins. Localisée dans le département de l’Isère et la région Auvergne-Rhône-Alpes, elle se trouve à 64 km au sud-est de Grenoble. La station se trouve sur la commune des Deux Alpes et son domaine skiable s'étend principalement sur le territoire communal de celle-ci ainsi que pour une petite partie sur celui de Saint-Christophe-en-Oisans dont le chef-lieu se trouve au sud dans la vallée du Vénéon.
Située entre 1 650 et 3 520 mètres d’altitude, la station, qui possède l’un des plus grands glacier skiables d’Europe, est réputée notamment pour son ski d'été.
Elle fut l’une des premières stations de ski créée en France, dans les années 1930, juste après Chamonix-Mont-Blanc. Elle s’est ensuite développée très fortement dans les années 1950.

## Géographie

### Localisation
La station implantée au col de l'Alpe s'étend sur plus de trois kilomètres de long entre l'alpe de Mont-de-Lans et l'alpe de Vénosc — essentiellement le long de l'avenue de la Muzelle — offrant ainsi un front de piste très étendu, principalement sur la façade est.

### Voies de communication et transports
Le seul accès routier est la route départementale 213, qui s'embranche sur la route départementale 1091 (ancienne RN 91) à l'extrémité sud du barrage du Chambon, à peu près à mi-chemin entre Grenoble et Briançon.
La station est desservie par les Cars Région Isère depuis Le Bourg-d'Oisans toute l'année, et depuis la gare TGV de Grenoble et l'aéroport Grenoble-Alpes-Isère en saison hivernale.
Un accès direct alternatif est également possible depuis Vénosc grâce à une télécabine reliant le village à la station en une dizaine de minutes.

### Urbanisme
Les deux extrémités de la station sont plus particulièrement implantées de chalets ; mais le côté nord (Mont-de-Lans : côté entrée de la station) est plus résidentiel et calme, avec de nombreux chalets, un lac pour activités balnéaires l'été, et un accès direct aux pistes l'hiver par plusieurs télésièges qui desservent les deux versants est et ouest. La partie centrale de la station, plus commerciale, est desservie par les téléphériques. Elle s'étend au sud, avec une ambiance conviviale et animée avec sa succession de bars, restaurants et commerces s'étendant jusqu'à la place de Vénosc[réf. nécessaire].
On trouve également une caserne de pompiers, une gendarmerie et police municipale, une clinique et plusieurs docteurs (mais aucune garde de nuit), kinésithérapeutes, ostéopathe, dentistes, garderie, station essence, artisans, supérettes et de nombreux magasins, centre de loisirs, cinéma et neuf restaurants d'altitude.

## Toponymie
Les Deux Alpes fait référence au fait que la station s'est développée sur les deux « alpes » (alpages) des villages de Mont-de-Lans et Venosc, au col de l'Alpe.

## Histoire

### Les prémices
La partie actuellement urbanisée de la station couvre ce qui était autrefois les alpages de Vénosc et de Mont-de-Lans. À travers les siècles, ces alpages faisaient l'objet de querelles concernant leur utilisation entre les deux communautés, jusqu'à ce que la station de sports d'hiver se développe au XXe siècle.
Les hameaux d'alpage de l'Oisans ont été longtemps des habitats temporaires, estivaux, pour leurs habitants, qui délaissaient leur habitat permanent situé plus bas en altitude pour se rapprocher des prairies d'altitude où ils faisaient paître leurs troupeaux, récoltaient du foin et faisaient même quelques cultures. Une fois la période estivale terminée, les habitants redescendaient dans le village principal. La fin du XVIIIe siècle et le début du XIXe siècle ont été marqués sur la commune par une forte croissance de la population, passée de 348 habitants en 1750 à 967 habitants en 1826. Le hameau de l'Alpe de Venosc a ainsi été habité de façon permanente jusqu'à l'hiver 1905. Dans les années 1930, il semble que la migration temporaire liée à l'estive concernait encore une quinzaine de familles pour ce même hameau de l'Alpe de Venosc.

### Développement touristique de la zone
En 1931 et 1935 apparaissent les premiers hôtels du plateau : deux à l'Alpe-du-Mont-de-Lans, totalisant 80 chambres, et un à l'Alpe-de-Venosc totalisant 30 chambres. Leur clientèle était composée en été d'amateurs d'alpinisme et d'escalade, et de quelques skieurs en hiver pour ceux de l'Alpe-du-Mont-de-Lans. En 1938, la réalisation d'une route carrossable entre le Mont-de-Lans et son hameau d'alpage rend l'accès plus aisé. En 1932 un refuge voit le jour à Mont-de-Lans à l'initiative de la famille Tessa. En 1934 une famille du nom de Mounier ouvre une auberge au Vénosc et les premiers skieurs viennent à pied suivis de leurs mulets portant les équipements. En 1938 un premier téléski est installé sur le versant ouest (aujourd'hui vallée blanche) et sera exploité à partir de la fin du premier trimestre 1939. Durant l'été 1939 un second téléski est installé dans le secteur du Pied Moutet mais du fait de la guerre il ne fût exploité qu'à partir de 1946.[réf. nécessaire]

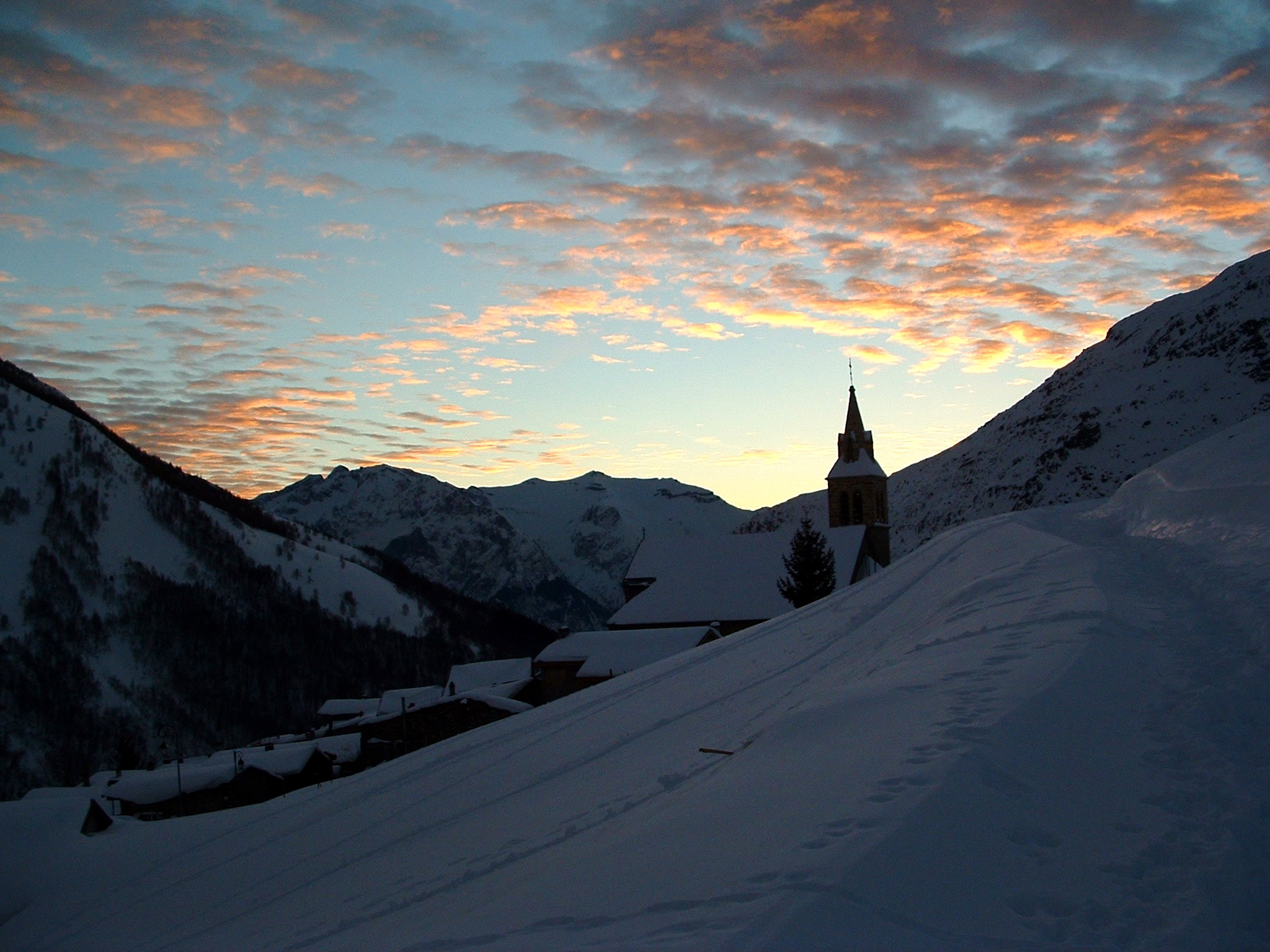
Une partie du village et une chapelle en 2003.

En 1946, un foyer de vacances pour jeunes, le Foyer Saint-Benoît, passe un premier Noël dans le hameau de l'Alpe-de-Venosc. Dans les années suivantes, la station de sports d'hiver est créée, avec un premier remonte-pente en 1947. Quelques habitants s'installent à l'année sur le plateau, peu à peu les hameaux se voient installer l'eau courante, l'électricité et l'Alpe-de-Venosc a une route dans la continuité de celle de Mont-de-Lans.

### Naissance de la station moderne
Dès 1949-1950, l'école de ski est créée et un nouveau grand téléski mis en fonctionnement. Les habitants des deux communes s'entendent pour développer leur station des « Deux Alpes ». En 1956, la station, qui se développe de plus en plus et réunit les conditions d'altitude, d'hébergement, d'équipements et d'enseignement du ski adéquates, sera classée « Station Nationale ».
La station s'est d'abord développée au creux de la zone d'alpage avant de s'étendre en hauteur sur les flancs ouest et est, en particulier autour de l'opération immobilière « Le Village » au nord-est de la station qui, réalisée sur dalle dans les années 1980 est très caractéristique de cette époque architecturale. Le côté de l'alpe de Vénosc est resté nettement plus typique avec ses ruelles et un entrelacs de vieilles maisons d'alpages et de chalets. Des constructions plus récentes y sont progressivement ajoutées tout en respectant l'harmonie des lieux.

### Ski d'été: du rayonnement à la disparition
Les années 80 sont les années de développement du ski d'été qui font la renommée de la station qui ira jusqu'à revendiquer le ski 365 jours par an sur le glacier. La station équipe même en 1989 son glacier d'un funiculaire souterrain, le Dôme Express, pour développer la fréquentation.
Dans les années 2010-2020, les saisons de ski d'été sont de plus en plus touchées par le réchauffement climatique et la fonte des neiges sur le glacier et prématurément interrompues à plusieurs reprises : alors que les remontées restaient ouvertes jusqu'à quelques jours de la rentrée scolaire de septembre par le passé, la station ne parvient plus à maintenir son domaine ouvert en août, puis doit fermer de plus en plus tôt au cours du mois de juillet. En 2023, le ski d'été disparaît de la communication de la station  qui mentionne un "ski de printemps" ouvert en priorité aux professionnels du 2 mai au 30 juin.
En 2020, le gestionnaire de la station de ski change, avant la fin du contrat de délégation de service, passant de la Compagnie des Alpes à la Société d'Aménagement Touristique de l'Alpe d'Huez (SATA), qui promet d'invertir 300 millions d'euros dans la station. En décembre 2024, un nouveau téléphérique, intitulé Jandri 3S, est inauguré, celui-ci long de 6,4 kilomètre, est le plus cher ayant été réalisé dans les Alpes avec un coût de 148 millions d'euros.

## Domaine skiable

### Description

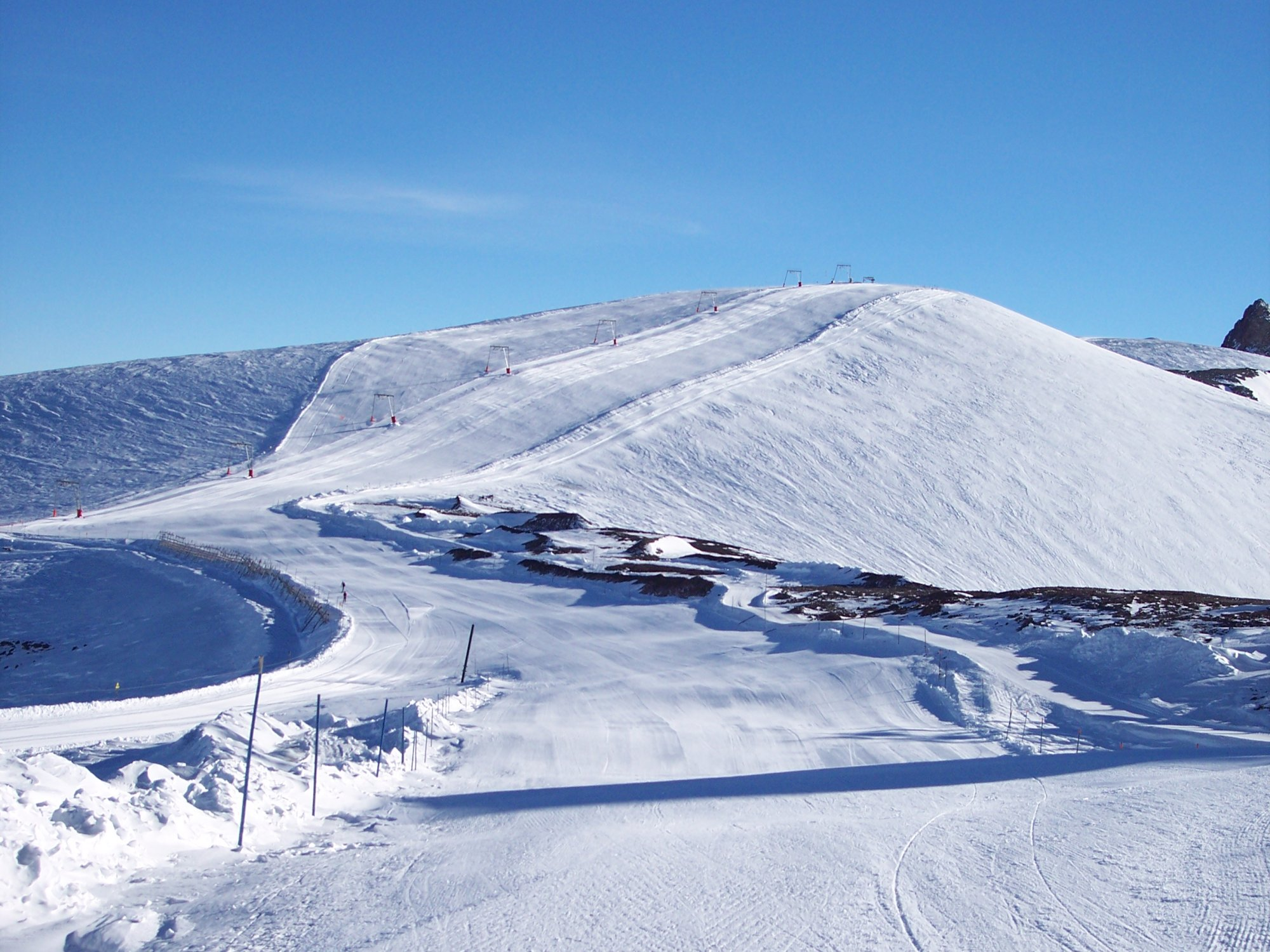
Le glacier (dôme de la Lauze).

La station des Deux Alpes possède le plus large glacier skiable d'Europe, le glacier de Mont-de-Lans : couvrant une surface de 100 hectares, il est situé entre 2 900 et 3 568 mètres et permet le ski d'été à tous grâce à son profil très peu crevassé et particulièrement peu pentu. Un snowpark très réputé est aménagé sur une partie du glacier, l'autre restant plus dévolu aux pistes traditionnelles.
Le domaine skiable damé et balisé s'étend sur 425 hectares (plus de 900 en incluant les parties non exploitées/sécurisées) et est réparti en deux versants : à l'ouest, sous le Pied Moutet, le domaine de Vallée Blanche ; à l'est, un espace beaucoup plus important permettant notamment l'accès au domaine d'altitude sur le glacier.
Le long de cet axe se trouvent :
- le glacier de 3 200 à 3 520 m (pistes bleues, rouges et noire) ;
- le retour de 3 200 à 2 600 m (piste bleues et rouges) ;
- le secteur de la Toura à 2 600 m (pistes bleues et espace nouvelles glisses : snowpark, bordercross) ;
- le secteur de la Fée (pistes bleues, rouge et noires) ;
- le secteur de Bellecombe (pistes bleues, rouges et noire) ;
- le vallon du Thuit (pistes bleue, rouges et noire) ;
- les Crêtes (pistes vertes et bleues) ;
- le Super Diable et le Diable (pistes noires mythiques de la station) ;
- le retour des Crêtes à la station par 3 pistes : la mythique noire Valentin, le chemin des Demoiselles (piste verte), et la toute nouvelle piste bleue Jandri 1 qui permet de regagner directement la station depuis le glacier en offrant une descente ininterrompue de plus de 10 kilomètres.

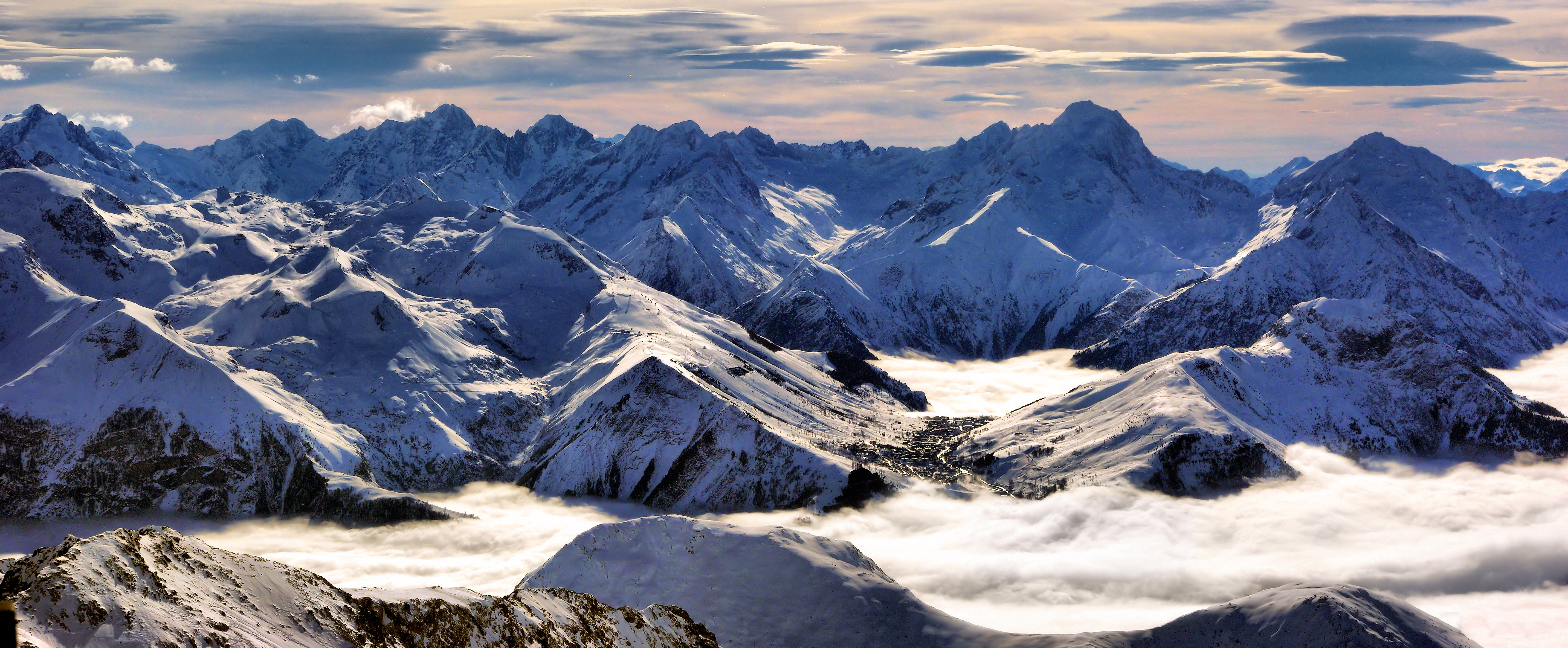
Panorama des Deux Alpes.

### Exploitation
Les remontées mécaniques étaient auparavant exploitées par Deux Alpes Loisirs, société rachetée par la Compagnie des Alpes en 2009. Après une dizaine d'années d'exploitation, cette concession est résiliée de façon anticipée en 2020 au profit d'une SAEM locale, la SATA (Société d'Aménagement Touristique de l’Alpe d’Huez), renommée SATA Group pour l'occasion et qui exploite désormais les 3 principaux domaines skiables de l'Oisans (Les 2 Alpes, l'Alpe d'Huez et La Grave).
L'exploitation des remontées mécaniques représentait en 2019 un chiffre d'affaires de 40 millions d'euros avec 1,2 million de journées-skieur.

## Autres activités sportives
| Édition             | Étape                                          | Kilométrage | Vainqueur de l'étape |
| ------------------- | ---------------------------------------------- | ----------- | -------------------- |
| Tour d'Italie 1994  | 20e étape (Cuneo (Coni) - Les Deux Alpes)      | 201         | Vladimir Poulnikov   |
| Tour de France 1998 | 15e étape (Grenoble - Les Deux Alpes)          | 189         | Marco Pantani        |
| Tour de France 2002 | 15e étape (Vaison-la-Romaine - Les Deux Alpes) | 226,5       | Santiago Botero      |

La station a accueilli le Tour d'Italie en 1994, et le Tour de France en 1998 et 2002 comme ville d'arrivée de l'étape.
Depuis la fin des années 1990, le VTT est devenu une importante activité d'été. La FreeRaid / Mondial du VTT s'y tient en particulier tous les ans depuis 2004, aux alentours de la fin du mois de juin. En particulier le VTT de descente est devenu une vraie activité économique, avec plus de 20 millions d'euros dépensés par exemple pour l'été 2011 par les seules personnes venant spécialement aux Deux Alpes pour le VTT de descente. Les Deux Alpes comportent 21 pistes, et attirent une clientèle vététiste d'un bon niveau technique, plutôt jeune et aisée, avec une forte fréquentation (55 000 forfaits VTT vendus en 2010).
La station de ski est également sur l'itinéraire de l'ascension du col du Jandri.
La station offre aussi de nombreuses autres activités, comme le parapente, escalade (notamment grâce au mur d'escalade présent en station ou la via ferrata), sauts à l'élastique depuis le téléphérique du Jandri à 140 m au dessus de la combe du Thuit, luge d'été, golf et mini-golf avec practice, patinoire, auto-tamponneuses sur glace, piscines, spas et saunas etc.

## Culture locale et patrimoine

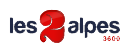
Logo de la station.

### Patrimoine culturel
La station dispose d'un musée à la maison de la montagne et d'une chapelle (Saint-Benoît) pour le culte Catholique

### Personnalités liées à la station
- Sandrine Aubert (1982), skieuse licenciée au ski-club des Deux Alpes.
- Pierrick Bourgeat (1976), skieur qui s'entraînait aux Deux Alpes.
- Arthur Longo (1988), snowboarder licencié au ski-club des Deux Alpes.
- Joseph Martin (1923-2005), fondateur de la station.
- Marion Rolland (1982), skieuse licenciée au ski-club des Deux Alpes.
- Gary Zebrowski, snowboarder licencié au ski-club des Deux Alpes.

### Distinction
En 2015, la station a reçu le prix European Resort of the Year, à l'occasion de la cérémonie des Worlds Snow Awards.

## Images de la station

### Galerie

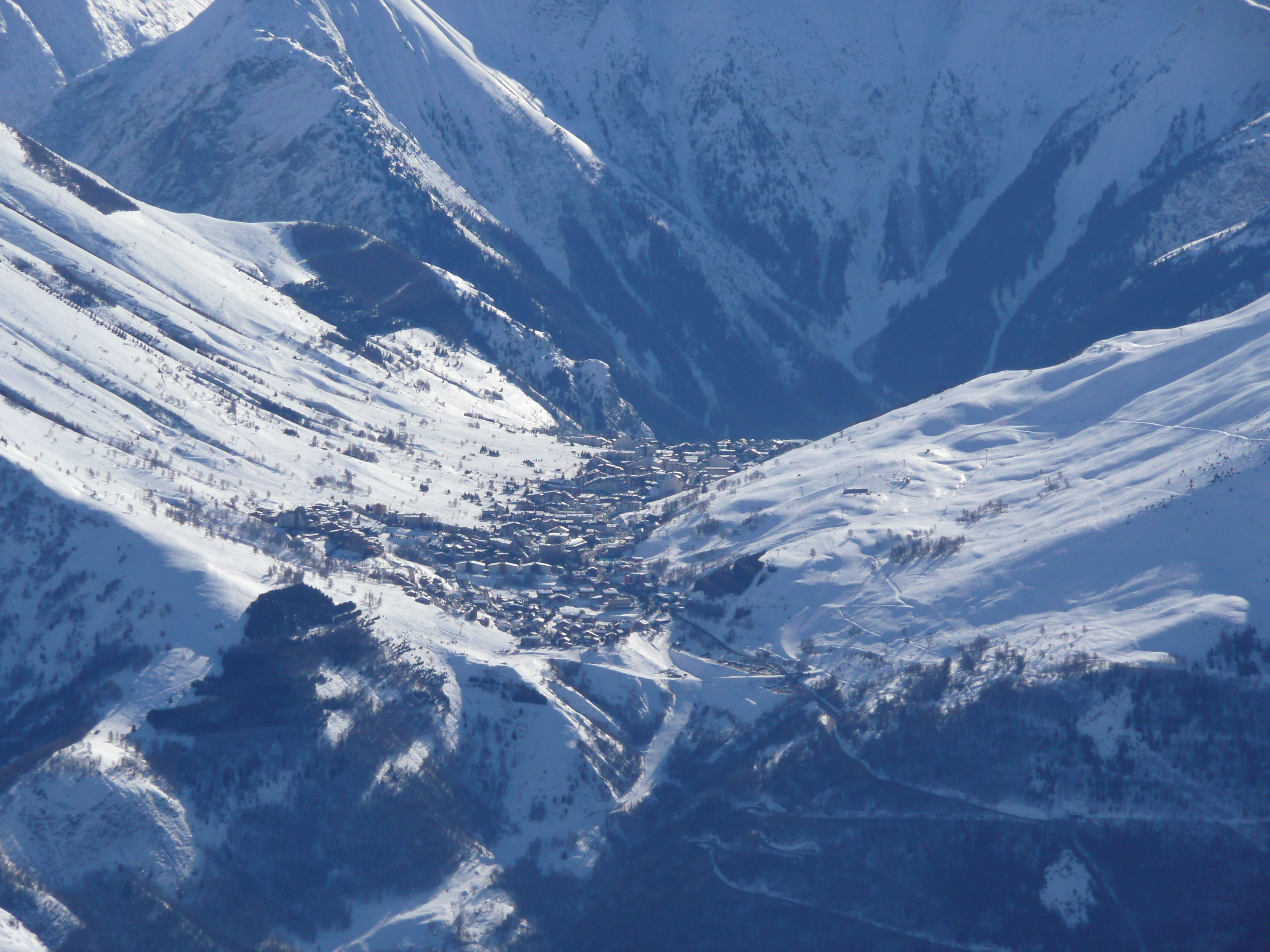
Vue aérienne des Deux Alpes l'hiver.
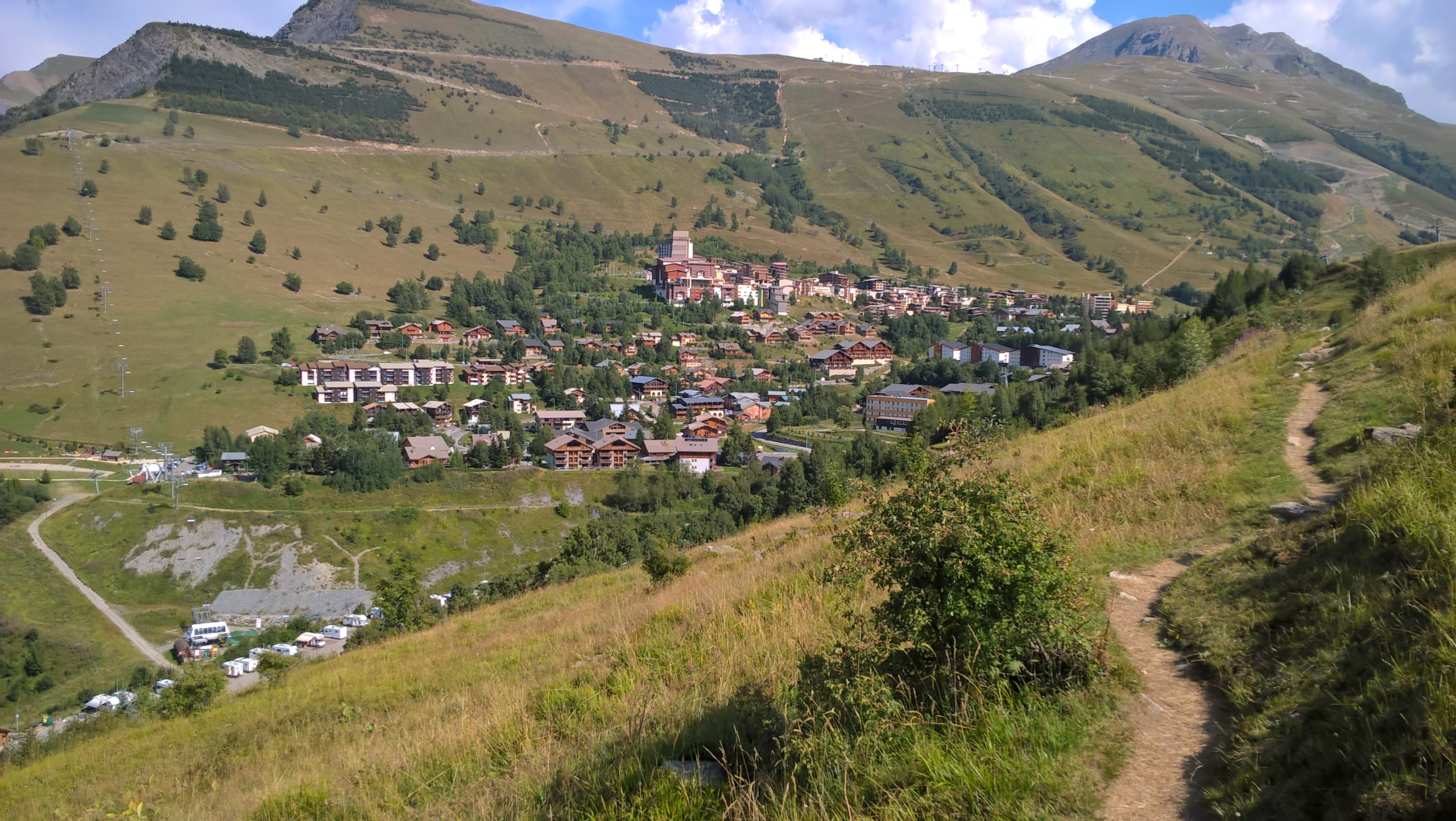
La station en août 2016.